# Brachycephalus bufonoides
Brachycephalus bufonoides — вид жаб родини короткоголових (Brachycephalidae).

## Поширення
Ендемік Бразилії. Поширений у гірському масиві Серра-де-Макае поблизу міста Нова-Фрібургу в штаті Ріо-де-Жанейро на південному сході країни.

## Опис
Дрібна жабка. Самці завдовжки 12,0–14,5 мм, самиці — 14,7–16,3 мм. Забарвлення помаранчеве з численними темними плямами на спині.